# Ягінти
Ягінти (пол. Jaginty) — село в Польщі, у гміні Новий Двур Сокульського повіту Підляського воєводства.
Населення — 186 осіб (2011).
У 1975-1998 роках село належало до Білостоцького воєводства.

## Демографія
Демографічна структура станом на 31 березня 2011 року:
|          | Загалом | Допрацездатний вік | Працездатний вік | Постпрацездатний вік |
| -------- | ------- | ------------------ | ---------------- | -------------------- |
| Чоловіки | 91      | 19                 | 54               | 18                   |
| Жінки    | 95      | 22                 | 44               | 29                   |
| Разом    | 186     | 41                 | 98               | 47                   |